# Zdenko Svete
Zdenko Svete (Bosanski Brod, 31. prosinca 1923. — Split, 27. travnja 2014.), hrvatski visoki dužnosnik, višegodišnji diplomat socijalističke Jugoslavije, partizanski borac

## Životopis
Rodio se je 31. prosinca 1923. godine u Bosanskom Brodu, ali je po običaju upisan u knjigu rođenih 3. siječnja 1924. Pridružio se je pokretu otpora u Drugome svjetskom ratu odmah na početku, nakon što je vidio pokolj nad nevinim Srbima na obali Save, te je bio nosilac Partizanske spomenice 1941. U SKOJ su ga primili Marko Belinić i Zvonko Brkić. Sljedeće je godine postao sekretar Općinskog i Okružnog komiteta SKOJ-a i rukovodilac SKOJ-a u 28. diviziji. Teško je ranjen s dva metka u pluća i jednim u koljeno dok je bio na Bilogori 1944. godine. Ozljeda je izgledala teško te mu je Ivan Šibl već sastavio in memoriam biltenu 9. slavonske divizije. No, preživio je. Zrakoplovom je prevezen u Bari gdje su mu britanski liječnici u britanskoj vojnoj bolnici u ranu na koljenu stavljali crve te izvukli jedan metak. Drugi metak u njemu ostao je preko 60 godina i izvađen je u bolnici u Ženevi. U Hrvatsku se je vratio 26. listopada 1944. godine. Pozvali su ga na Vis ali se je zaputio natrag u svoju postrojbu i opet je bio ranjen.  Lipnja 1944. iz CK KPH prenesen je Titov dekret o formiranju OZNE za Jugoslaviju. Budući da je to bilo stvaranje centralizirane službe na razini cijele avnojske Jugoslavije, zahtijevalo se da Okružni komitet odredi jednog kandidata za načelnika Ozne II. za okrug Bjelovar. Okružni komitet su tad činili Franjo Đureta, Zdenko Svete, Stjepan Banak, Ivan Živoder i Josip Manolić, i za šefa je određen sekretar Marjan Jambrešić. Kad se Manolić ženio 13. svibnja 1945., predviđeni kum Pavle Gregorić nije mogao biti kumom zbog protokolarnih obveza oko Titova dolaska, pa je ulogu preuzeo Svete. Poslije rata 1945. godine radio je u Ozninu/Udbinu Odjelu za inozemstvo u Beogradu. Rano je otišao u diplomaciju i bio je jedan od najmlađih diplomata socijalističke Jugoslavije. Obnašao je dužnosti od od šefa odsjeka, pomoćnika načelnika, šefa kabineta do konzula i veleposlanika. Prvo je bio u SAD u Washingtonu, otkamo su ga poslali u New York za generalnog konzula. Sa suprugom Nilom Kuzmanić Svete, koja je bila poliglotica i ekspertica za izvođačke umjetnosti, sudjelovao je u društvenom i kulturnom životu ovoga grada, a osobito u Metropolitanu. Budući da nije bilo veleposlanika u Čehoslovačkoj, u Pragu, ondje je bio otpravnik poslova. Vrativši se u Ministarstvo inozemnih poslova radio je kao šef kabineta Koče Popovića i Marka Nikezića. Imao je vjerodajnice za veleposlanika u Vatikanu, kod trojice papa. S njiam je razvio prijateljske odnose i bio je prvi veleposlanik koji je papi Pavlu VI. uručio službeni Titov poziv za posjet Jugoslaviji. 1979. godine bila je mogućnost za posjet pape Ivana Pavla II. Hrvatskoj. Te je godine bila središnja domovinska proslava Branimirove godine u Ninu, 2. rujna 1979. godine. Svete je tad bio veleposlanik SFRJ pri Svetoj Stolici. Neposredno nakon susreta i razgovora s papinim državnim tajnikom Agostinom Casarolijem poslao je šifriranu poruku Saveznom sekretarijatu za inozemne poslove u Beogradu. Sadržavala je nešto više informacija o tome da su hrvatski biskupi pozvali papu Wojtylu u Hrvatsku, te da bi to vrlo vjerojatno moglo biti u vezi s predstojećom proslavom 1100. obljetnice čuvenoga pisma pape Ivana VIII. hrvatskom knezu Branimiru (879. – 1979.). Otkrio je ploču kraljice Jelene u Solinu. U Rimu, gdje je bio veleposlanik, dao joj je urediti kapelicu u bazilici Santa Maria in Aracoeli. Sa suprugom Nilom 1979. je u Rimu osigurao proslavu 1100. obljetnice Branimira “Od Rima do Nina”. Diplomatsku karijeru okončao je na mjestu veleposlanika u Maroku.
Svete je diplomatski posao obavio stručno, ne tek činovnički. Zahvaljujući njemu i supruzinom angažmanu vražene su brojne umjetnine u zemlju. S nekadašnje izložbe u New Yorku je donio sve izloške Ivana Meštrovića. Violinu Guarneri Zlatka Balokovića koju je darovala njegova supruga Joyce Borden-Baloković donio je u ondašnji JAZU. Iz Maroka je uspješno izveo ilegalni transfer Mimarine zbirke u Hrvatsku. Iz Mimarine je zbirke trajno smjestio u Strossmayerovu galeriju 48 slika, za što je dobio pismenu zahvalu Vinka Zlamalika. Kćeri Vlahe Bukovca u Pragu su dobile manji stan i nisu imale kamo s obiteljskim portretima, pa ih je Zdenko Svete prvo smjestio u veleposlanstvo, a nakn što je otišao izi Praga darovao ih je u Dubrovnik.
Sredinom 1980-ih bio je predsjednik Komisije Izvršnog vijeća Sabora SRH za odnose s vjerskim zajednicama. Na dužnost sekretara, pa predsjednika došao je povratkom iz diplomacije. S vjerskim zajednicama uspostavio je dobar odnos na dijaloškoj razini. Pomogao je u vraćanju bivše imovine. Djelovao u prvoj Komisiji za uspostavu odnosa s Vatikanom i Protokolima o odnosima Jugoslavije i Vatikana.
Na dužnosti predsjednika Komisije IV Sabora bio je kad se zbila tzv. Kninska proslava kosovske bitke. 1989. godine ni jedna rukovodeća razina SKH u sjevernoj Dalmaciji nije bila obaviještena ni konzultirana o obilježavanju u "600. godišnjice bitke na tom području Knina". Dotično "događanje naroda" šokirala je rukovodstvo SKH pokazavši konkretno kamo ih je odvela „hrvatska šutnja“. O događaju je raspravljalo Predsjedništvo CK SKH 10. srpnja 1989. na sastanku i razmatralo što se zbilo u Kninu i kako se prema tome postaviti. Uvodnu informaciju podnio je Zdenko Svete. U govoru je informirao da je "SSRNH bio zadužen za obilježavanje i da su na sastancima ipak sudjelovali pojedini članovi SK iz lokalnih i regionalnih organizacija. Za njega je SPC odigrala glavnu ulogu u organizaciji, sukladno njezinu ponašanju u Srbiji, kao i da je pokrenula promicanje dr. Jovana Raškovića u političkog lidera Srba u tom dijelu Hrvatske. Premda je ponašanje Crkve na samom središtu ocijenio korektnim, Svete je smatrao da se nisu držali dogovorenog u svojim programima koje su vodili tijekom obilježavanja. Tvrdio je ipak da masa nije sudjelovala u takvim pojavama, već militantne skupine uvezene iz drugih dijelova države koje su izvikivale parole o S. Miloševiću i nosile srpske zastave s i bez socijalističkih obilježja, dok se zastava SRH nigdje nije mogla vidjeti."
Nakon demokratskih promjena 1990. godine obnašao je dužnost pročelnika Ureda za zaštitu ustavnog poretka dok mu je na čelu bio Josip Manolić.
Za sebe je govorio da je hrvatski antifašist, partizan, komunist i patriot u Domovinskom ratu. Za Bleiburški pokolj je rekao za Globus u br. 881 od 26. listopada 2007. da "tamo nije bilo nikakvih nedužnih civila, nego su se partizani obračunali s «dvadesetak tisuća najkrvavijih hrvatskih, srpskih, slovenskih itd. nacifašista». Zaključuje Svete kako se i danas ponosi što je bio Titov partizan i jugoslavenski komunist.".
U neovisnoj Hrvatskoj Manolić i predsjednik Franjo Tuđman pozvali su ga neka lobira kod hrvatskih veleposlanika u jugoslavenskoj diplomatskoj službi da prijeđu u hrvatsku diplomaciju. Zadnjih godinâ aktivne službe bio je u Uredu za zaštitu ustavnog poretka (UZUP-a), kasnije UNS-a, u kojoj je bio pročelnikom. Zadnje mjesto gdje je radio bilo je Ministarstvo za europske integracije Vlade RH u Zagrebu. Posljednje desetljeće ljetovao je na improviziranom kupalištu koje su napravili splitski branitelji, pokraj Vile Dalmacije. Pretkraj života pretrpio je dva moždana udara i dijabetičku komu. Premda su ga otpustili iz bolnice kao osobu koja će svaki čas umrijeti, poživio je još devet mjeseci. Umro je 27. travnja 2014. godine. Pokopan je u obiteljskoj grobnici u Kaštel Novom.